# Guerre de Dahis et El Ghabra
La guerre de Dahis et El Ghabra est une guerre qui a duré de 608-610 à 650 environ, née d'un différend entre deux hommes de tribus rivales d'Arabie. Elle est devenue une expression proverbiale désignant tout conflit très violent et interminable.

## Origine
Qaïs ben Zouhaïr, de la tribu des 'Abs, et Hamal Ben Badr, de la tribu des Dhoubyan ont parié cent chameaux à une course de chevaux : Qaïs faisait courir un étalon nommé Dahis, Hamal faisait courir une jument nommée El Ghabra. Hamal avait également monté une embuscade pour faire dévier Dahis s'il était en tête. Ce fut ce qui arriva… et qui dégénéra en guerre, rythmée par des trêves et de durs combats.

## Sources et références
- Les Mu'allaqât, Les Sept poèmes pré-islamiques, préfacés par André Miquel, traduits et commentés par Pierre Larcher, Éditions Les immémoriaux / Fata Morgana (2000).